# Chaucenne
Chaucenne je francouzská obec v departementu Doubs v regionu Burgundsko-Franche-Comté. Žije zde 513 obyvatel.

## Geografie

### Sousední obce
| Růžice kompasu | Émagny    | Moncley |                     | Růžice kompasu |
| Růžice kompasu |           | Sever   | Pelousey            | Růžice kompasu |
| Růžice kompasu | Chaucenne |         | Pelousey            | Růžice kompasu |
| Růžice kompasu | Jih       |         | Pelousey            | Růžice kompasu |
| Růžice kompasu | Noironte  |         | Pouilley-les-Vignes | Růžice kompasu |